# Митрополија воденска, пелска и алмопијска
Митрополија воденска, пелска и алмопијска (грч. Μητρόπολις Εδέσσης, Πέλλης και Αλμωπίας), односно Едеска епархија (грч. Μητρόπολη Εδέσσης) је епархија Цариградске патријаршије, са седиштем у граду Водену (грч. Έδεσσα / Едеса) у северном делу данашње Грчке. Постојање древне епископије у том граду посведочено је већ од 4. века. Током средњовековног периода, ова епархија је припадала Охридској архиепископији. Средином 14. века византијски град Воден потпао је под власт Српског царства, а крајем истог века град су освојили Турци. Након укидања Охридске архиепископије (1767), Воденска епархија је потпала под надлежност Цариградске патријаршије. Након ослобођења од османске власти (1912—1913), највећи део ове епархије са градом Воденом, односно Едесом припао је Краљевини Грчкој, док је мали (најсевернији) део припао Краљевини Србији. Привремену управу над српским делом епархије преузео је епископ Варнава (Росић). Након укључивања у састав Српске православне цркве (1920) поменути део је прикључен Битољској епархији.
Недуго потом, грчки део епархије је 1922. године реорганизован и преименован (Воденско-постолска, односно Едеско-пелска епархија; грч. Μητρόπολη Εδέσσης και Πέλλης), а ново епархијско преуређење и проширење извршено је 1967. године (Воденско-постолско-мегленска, односно Едеско-пелско-алмопијска епархија; грч. Μητρόπολη Εδέσσης, Πέλλης και Αλμωπίας). Садашњи епархијски архијереј је митрополит Јоил Франгакос (грч. Ιωήλ Φραγκάκος), који се на тој служби налази од 2002. године.